# 고구키촌 (사이타마현 미나미사이타마군)
고구키촌(小久喜村)은 사이타마현 미나미사이타마군에 설치되었던 촌이다. 현재의 시라오카시 중부에 해당한다.